# Památník Vojna u Příbrami

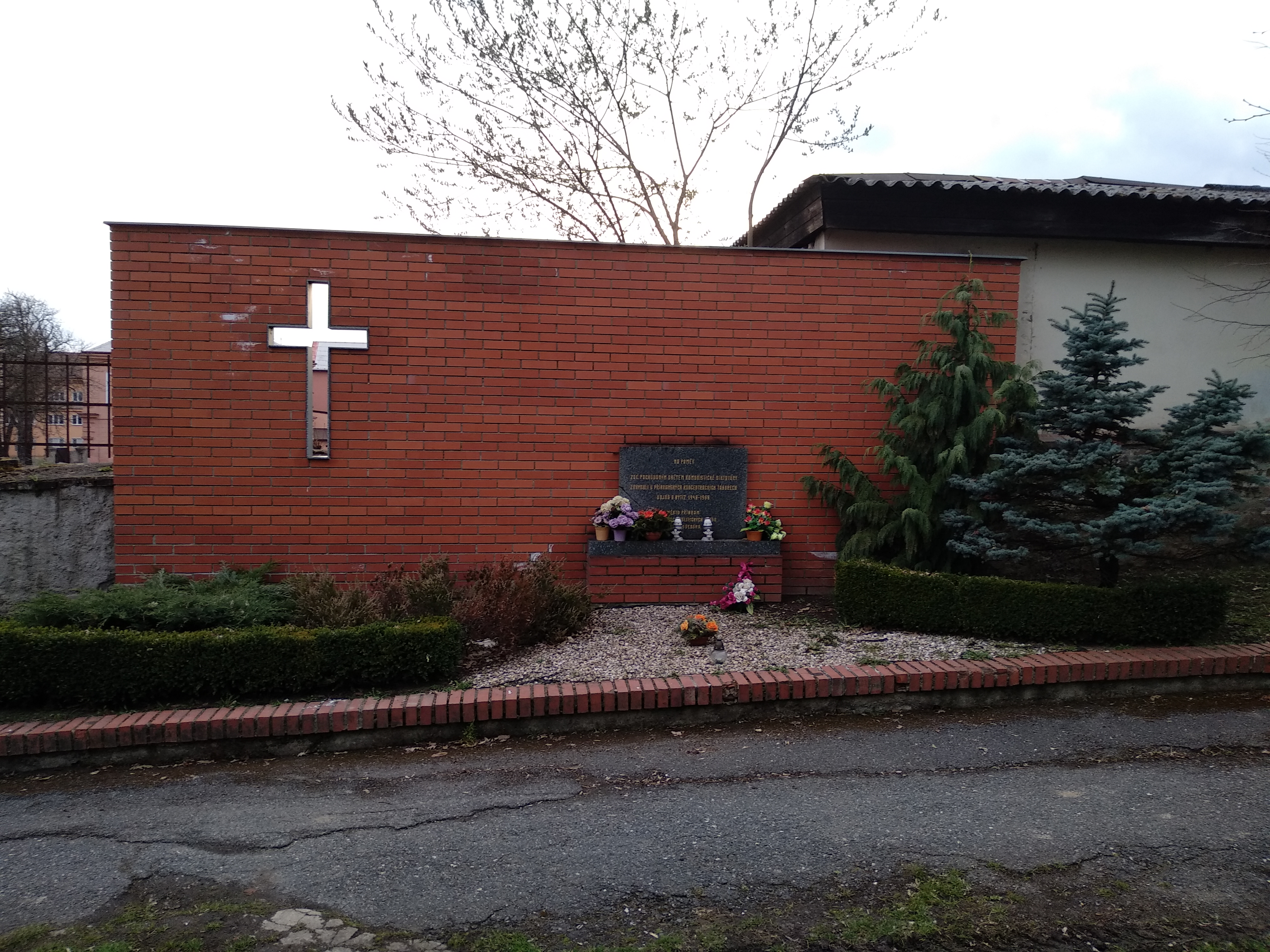
Památník obětem táborů Vojna a Bytíz na Městském hřbitově v Příbrami

Památník Vojna u Příbrami (nebo také památník Vojna Lešetice či pracovní tábor Vojna) je muzejní expozice věnovaná obětem komunismu. Nachází se asi 5 km jihovýchodně od Příbrami v okrese Příbram v prostorách bývalého pracovního tábora Vojna, na trojmezí obcí Lešetice a Lazsko a příbramské části Zavržice. Tábor byl pojmenovaný podle osady Vojna, která leží asi 0,8 km severozápadně v lesích na území Zavržic. Název Vojna nese též betonová vyhlídková věž v areálu a také nejvyšší kopec Příbramské pahorkatiny vzdálený asi 1,2 km západoseverozápadně od areálu.

## Historie
Tábor byl vybudován v letech 1947 až 1949 německými válečnými zajatci a pojmenován byl po nedalekém vrchu Vojna. Po odchodu válečných zajatců od poloviny roku 1949 do roku 1951 začal tábor plnit účel tábora nucených prací pro politické vězně nastupujícího komunistického režimu. Odsouzena sem byla i řada příslušníků československé elity všech oborů a oblastí, jež spojovalo to, že byli nepohodlní pro tehdejší režim. Vězni byli využívání zejména jako pracovní síla při těžbě uranové rudy v nedalekých dolech a při rozšiřování pracovního tábora. Od roku 1951 do roku 1961 byl tábor používán jako vězeňské zařízení. To bylo po amnestii k 1. 6. 1961 zrušeno. Do roku 2000 areál využívala armáda.

## Současnost

### Expozice
V lednu 2001 byl areál tábora vyhlášen kulturní památkou. V roce 2005 byl zpřístupněn veřejnosti a v současné době je pobočkou Hornického muzea Příbram. Nabízí návštěvníkům následující prohlídkové trasy:
- Trasa A – areál tábora s rekonstruovanými dobovými objekty
- Trasa B – stálá expozice Uran v českých dějinách
- Trasa C – galerie Orbis Pictus: Europa – moderní evropské výtvarné umění

### V populární kultuře
Prostředí tábora bylo využito při filmování například těchto filmů:
- Bumerang, 1996, režie Hynek Bočan
- Nahý mezi vlky, 2014, režie Philipp Kadelbach[2]
- 8 hlav šílenství, 2017, režie Marta Nováková